# NEVERLAND (松泽由美单曲)
「NEVERLAND」是日本歌手松澤由美的第13支单曲。2006年12月6日由Creative Idea Of Associates发售。

## 概要
- 继前作「託す者へ〜My Dear〜」之后相隔約11个月再次发表的单曲作品。
- 作为商业合作被加藤泉收录作品。

## 收录曲目
1. NEVERLAND
作詞・作曲・編曲：藤田千章
  - PlayStation 2用游戏《召喚夜響曲4》片头主题曲
2. 幸福的种子（シアワセのタネ）
作詞・作曲・編曲：藤田千章、歌：加藤泉
3. NEVERLAND（原创卡拉OK）
4. シアワセのタネ（原创卡拉OK）